# Jozef Tiso

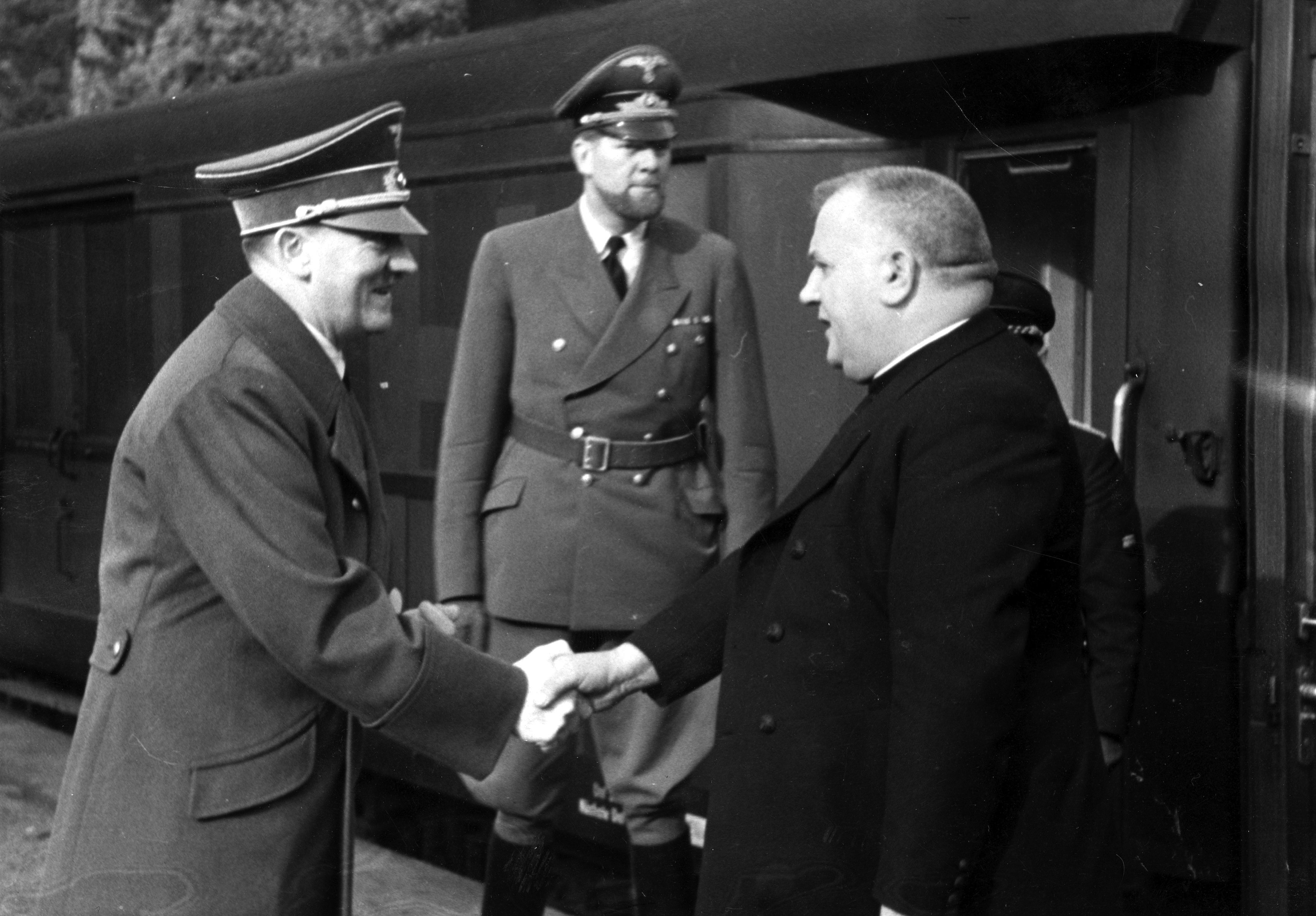
Październik 1941, powitanie Jozefa Tiso w Berlinie. Od lewej Adolf Hitler i szef protokołu dyplomatycznego Alexander von Dörnberg

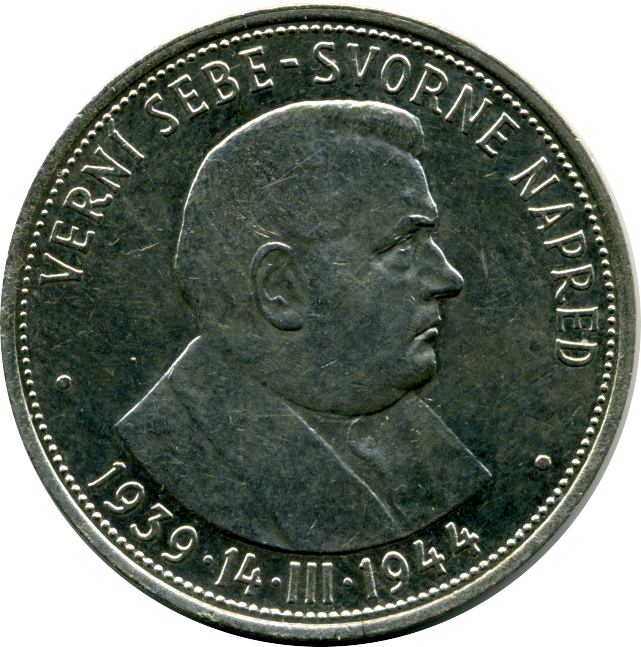
Moneta z podobizną Jozefa Tiso

Flaga prezydencka z czasów Kraju Słowackiego

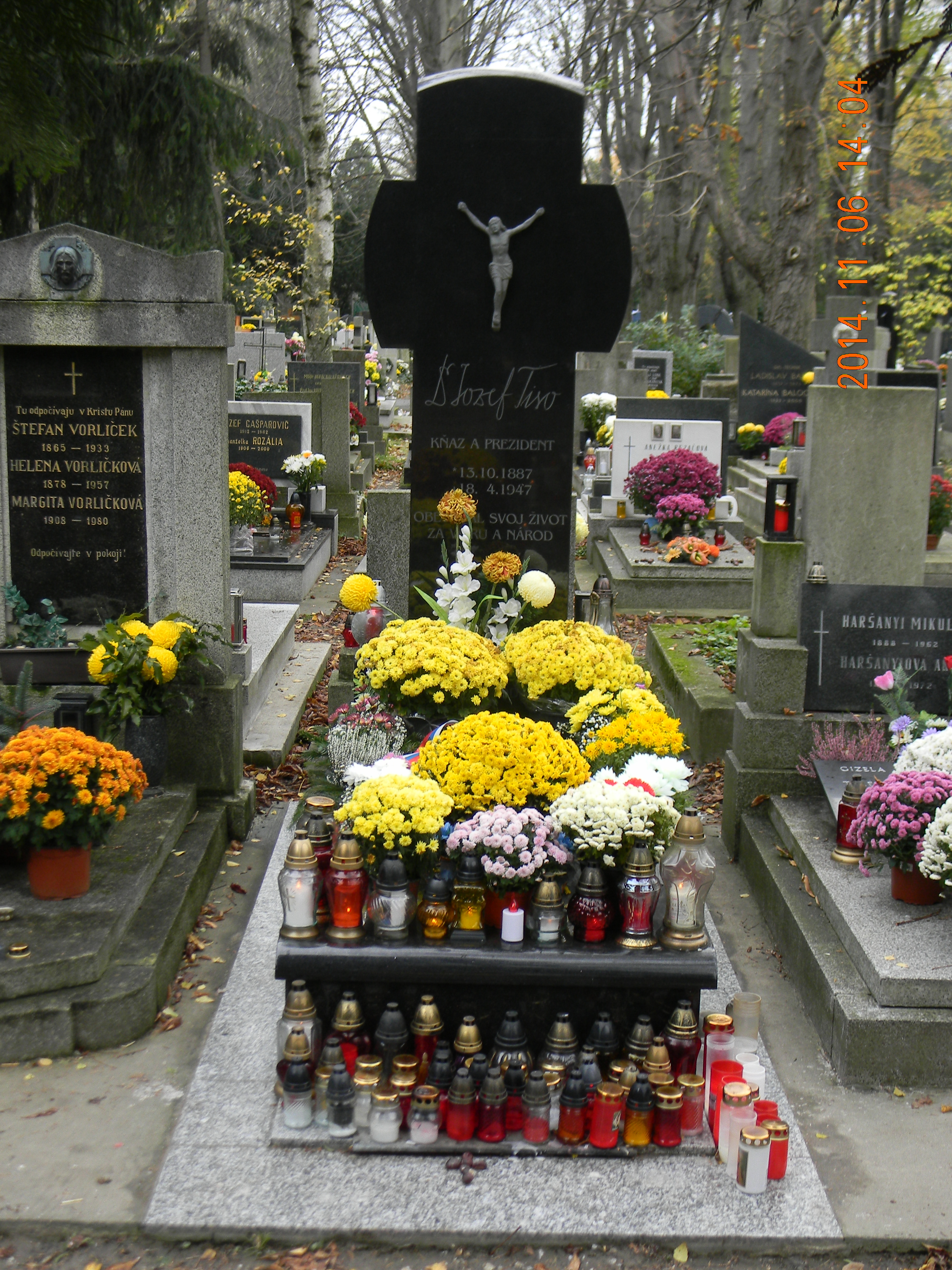
Grób księdza i prezydenta Jozefa Tiso

Jozef Tiso (ur. 13 października 1887 w Veľkiej Bytčy, zm. 18 kwietnia 1947 w Bratysławie) – słowacki ksiądz katolicki, doktor teologii, polityk i lider Słowackiej Partii Ludowej, prezydent Słowacji w latach 1939–1945, państwa-satelity nazistowskich Niemiec. Po zakończeniu II wojny światowej skazany i powieszony za zbrodnie wojenne.

## Życiorys
Skończył szkołę średnią w Żylinie i zdecydował się podjąć naukę w seminarium. 14 lipca 1910 został wyświęcony na księdza, a rok później obronił doktorat z teologii. Powierzono mu pracę duszpasterską w kilku małych słowackich parafiach. W 1914 został powołany jako kapelan do armii austro-węgierskiej. Służył w Styrii, skąd jednak pod koniec roku został wycofany ze względu na ciężką chorobę. W późniejszym okresie (1921–1924) został osobistym sekretarzem biskupa Nitry, Viliama Batthanyiego.
Tiso wystartował w wyborach parlamentarnych w 1920 z ramienia Partii Ludowej. W ciągu kilku lat stworzył w Nitrze silny ośrodek ludaków i stamtąd w 1925 po raz kolejny został wybrany do parlamentu, razem z 22 innymi członkami partii. Mimo że w organizacji silną pozycję mieli działacze przedprzewrotowi (tzn. weterani partii sprzed 1918), to właśnie księdzu Tiso Andrej Hlinka powierzył przewodzenie parlamentarnemu Klubowi Słowackiemu. Słowacka Partia Ludowa weszła do utworzonego po wyborach rządu Antona Svehla, a Tiso objął w nim tekę Ministra Zdrowia w 1927 roku w wieku 39 lat, stając się najmłodszym ministrem w rządzie czechosłowackim. Przeprowadził wiele reform w słowackiej służbie zdrowia, ale w 1928 w proteście przeciwko aresztowaniu Vojtecha Tuki ludacy opuścili rząd.
Podczas kongresu w Rużomberku w 1930 został wybrany jednym z wiceprzewodniczących partii, której był głównym ideologiem. Domagał się oddzielnej słowackiej administracji, słowackiego parlamentu, a także sądowniczej i kulturowej autonomii. Po śmierci Andreja Hlinki w 1938 został jego następcą i w imieniu partii przystąpił do rokowań z rządem na temat sprawy autonomii i praw Słowaków. Kolejny kryzys rządowy ułatwił mu negocjacje. Był to okres konferencji monachijskiej i nacisków społeczności międzynarodowej na Czechosłowację, w związku z separatystycznymi żądaniami Niemców sudeckich. W obliczu kolejnego kryzysu gabinetowego i wykorzystując postanowienia układu monachijskiego, zdecydowano się na utworzenie autonomicznego słowackiego rządu, na czele którego stanął ks. Tiso.
Tiso zdecydował się współpracować z Adolfem Hitlerem (który nalegał na ogłoszenie niepodległości) w latach 1939–1945 pełnił funkcję prezydenta całkowicie zależnej od Niemiec Republiki Słowackiej. Wprowadził w kraju rządy totalitarne – zniesione zostały wolność sumienia, słowa i prasy, wprowadzono system monopartyjny i zakazano działalności wszystkich partii opozycyjnych. Tiso utworzył zbrojną formację Słowackiej Partii Ludowej – Gwardię Hlinki – wzorowaną na hitlerowskiej SA i jedyną legalną organizację młodzieżową Młodzież Hlinki wzorowaną na Hitlerjugend.
We wrześniu 1939 Republika Słowacka wzięła udział w niemieckiej agresji na Polskę. W listopadzie 1939 na rozkaz Hitlera kilkanaście wiosek w północnej części Spisza i Orawy zostało włączonych w skład Słowacji.
Był współodpowiedzialny za wywózkę słowackich Żydów do obozów koncentracyjnych, a nawet płacił rządowi niemieckiemu za „pomoc w rozwiązywaniu tego problemu” – o ile w 1939 na terenie Słowacji mieszkało ok. 90 tysięcy Żydów, to już w 1945 było ich niewiele ponad 30 tysięcy (zob. Deportacje Żydów ze Słowacji). Głosił poglądy antysemickie, twierdził, że Żydzi są „odwiecznym wrogiem narodu słowackiego“.
W 1943 został odznaczony Krzyżem Wielkim Orderu Zasługi Orła Niemieckiego w Złocie.
W sierpniu 1944 na Słowacji wybuchło powstanie narodowe. Po przejściu części wojska na stronę powstańców, ks. Tiso, zdając sobie sprawę, że jego siły nie zdołają stłumić powstania, zdecydował się zdemobilizować armię Republiki i poprosić Niemców o pomoc w zaprowadzeniu „porządku” w kraju. W konsekwencji na terytorium Słowacji wkroczyły Wehrmacht i SS, bezwzględnie tłumiąc powstanie. Zniszczono kilkadziesiąt miast i wsi, zamordowano tysiące ludzi. Kilkanaście tysięcy Słowaków zostało aresztowanych i osadzonych w niemieckich obozach koncentracyjnych, jednak Niemcy dość łagodnie potraktowali jeńców – zostali oni wysłani na prace przymusowe lub zwolnieni do domów. 30 października w zdobytej przez hitlerowców powstańczej stolicy Bańskiej Bystrzycy, z okazji zdławienia Słowackiego Powstania Narodowego Tiso odprawił mszę dziękczynną, podczas której grał na organach, a powstańców nazwał „bandami komunistów i bolszewików”. We mszy uczestniczył dowodzący likwidacją powstania Sturmbannführer Hermann Höfle. Ksiądz Tiso udekorował go najwyższym słowackim odznaczeniem. Obrońcy słowackiego prezydenta dowodzą, że taka reakcja była polityczną ceną za umiarkowane potraktowanie większości wziętych do niewoli powstańców.

## Okres powojenny i próba oceny
15 kwietnia 1947 Jozef Tiso został skazany przez sąd czechosłowacki na karę śmierci za zdradę i udział w zbrodniach wojennych. Prezydent Czechosłowacji Edvard Beneš nie skorzystał z prawa łaski i Tiso został stracony. Pochowano go w nieoznakowanym grobie aby uniknąć pielgrzymek do jego grobu, w 2007 roku odsłonięto nowy nagrobek na Martinským cintorínie w Bratysławie, a w 2008 roku przeniesiono jego szczątki do katedry Świętego Emmerama w Nitrze.
W ostatnich latach, szczególnie wśród słowackiego duchowieństwa, można dostrzec próby rehabilitacji dyktatora, ukazania go jako postaci tragicznej, człowieka zastraszonego, a nawet uznania męczennikiem za wiarę. Kontrowersje oraz protesty słowackich Żydów wywołały słowa katolickiego arcybiskupa Jána Sokola z 2007, który zapytany o czasy wojenne marionetkowego rządu Słowacji stwierdził, że bardzo szanował Józefa Tiso: „Pamiętam go z dzieciństwa. Byliśmy bardzo biedni, ale pod jego rządami sytuacja się znacznie poprawiła. [...] Mieliśmy wszystko, czego potrzebowaliśmy. Nawet w czasie wojny”. Według słowackich historyków wzrost gospodarczy w latach 1939–1944 wynosił przeciętnie 8,5% rocznie. Wzrost dochodów widoczny był zwłaszcza wśród robotników.